# Mycetophila uninotata
Mycetophila uninotata är en tvåvingeart som beskrevs av Zetterstedt 1852. Mycetophila uninotata ingår i släktet Mycetophila och familjen svampmyggor. Arten är reproducerande i Sverige. Inga underarter finns listade i Catalogue of Life.